# 王立伟
王立伟（1963年1月—），男，山西定襄人，中华人民共和国政治人物，曾任吕梁市人民政府市长，现任山西省政协副主席。

## 生平
1984年8月，毕业于山西农业大学农业经济管理专业。之后供职于忻州地区岢岚县西豹峪公社，担任副主任。1985年，担任岢岚县西豹峪乡乡长。1988年，任忻州地区监察局正科级监察员、土地局办公室主任。1992年9月，担任忻州地区计划生育委员会副主任。1997年3月，任忻州地委副秘书长兼接待处处长。1999年2月，任岢岚县委副书记、县长。2001年，任忻州市五寨县委书记。2004年6月，任山西省农业厅副厅长。2008年，担任山西省农机局局长。2013年，任山西省扶贫开发办公室党组书记、主任。2015年，任吕梁市委副书记，代市长、党组书记。同年12月，任中共吕梁市委副书记，市长。2018年1月，当选第十三届全国人大代表。2021年1月，当选山西省政协副主席，卸任市长职务。